# اشکولوت

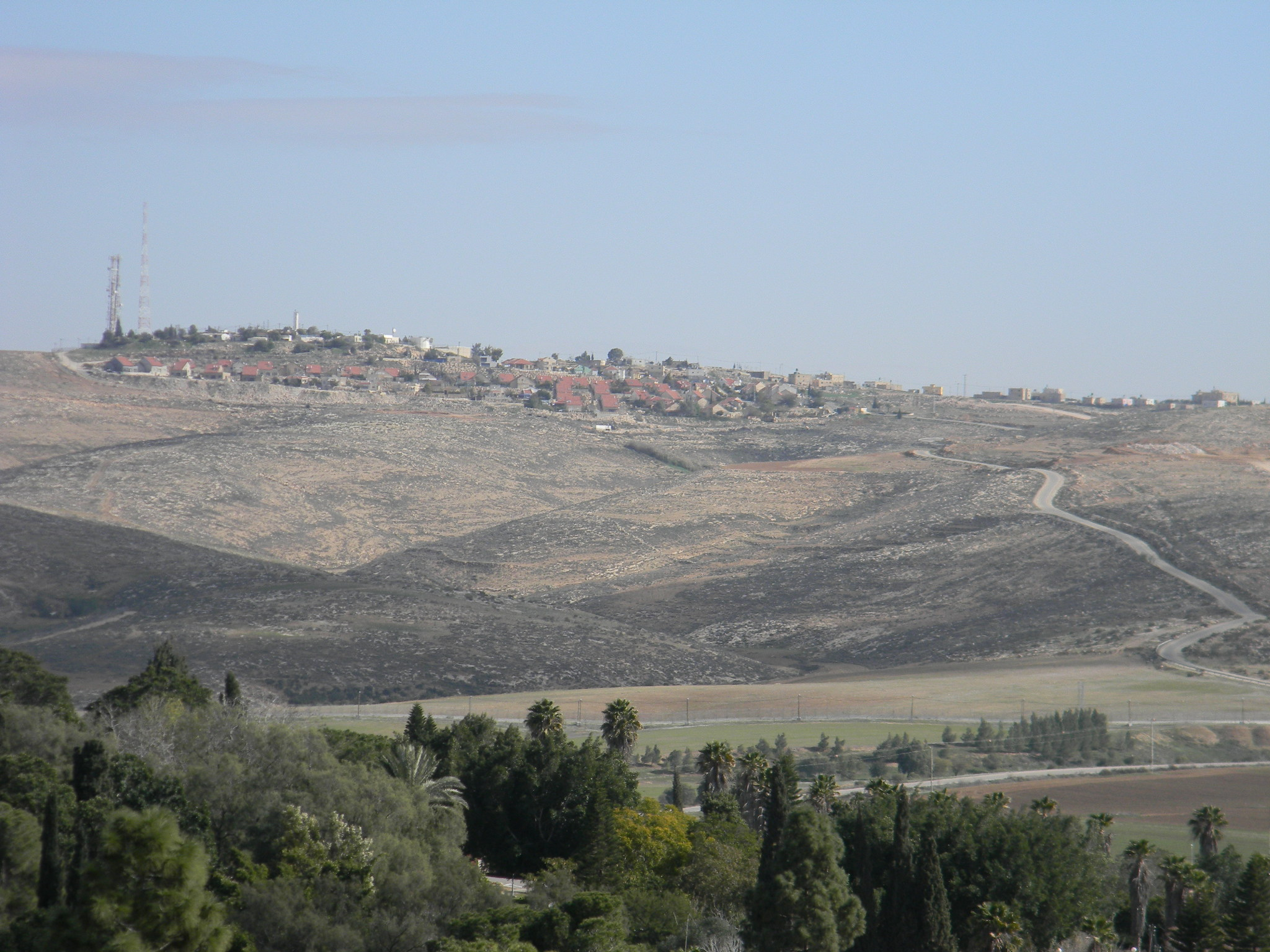
نمایی مشرف به شهر اشکولوت

اشکولوت (به لاتین: Eshkolot) یک منطقهٔ مسکونی در اسرائیل است که در Har Hevron Regional Council واقع شده‌است.